# دار المكانة

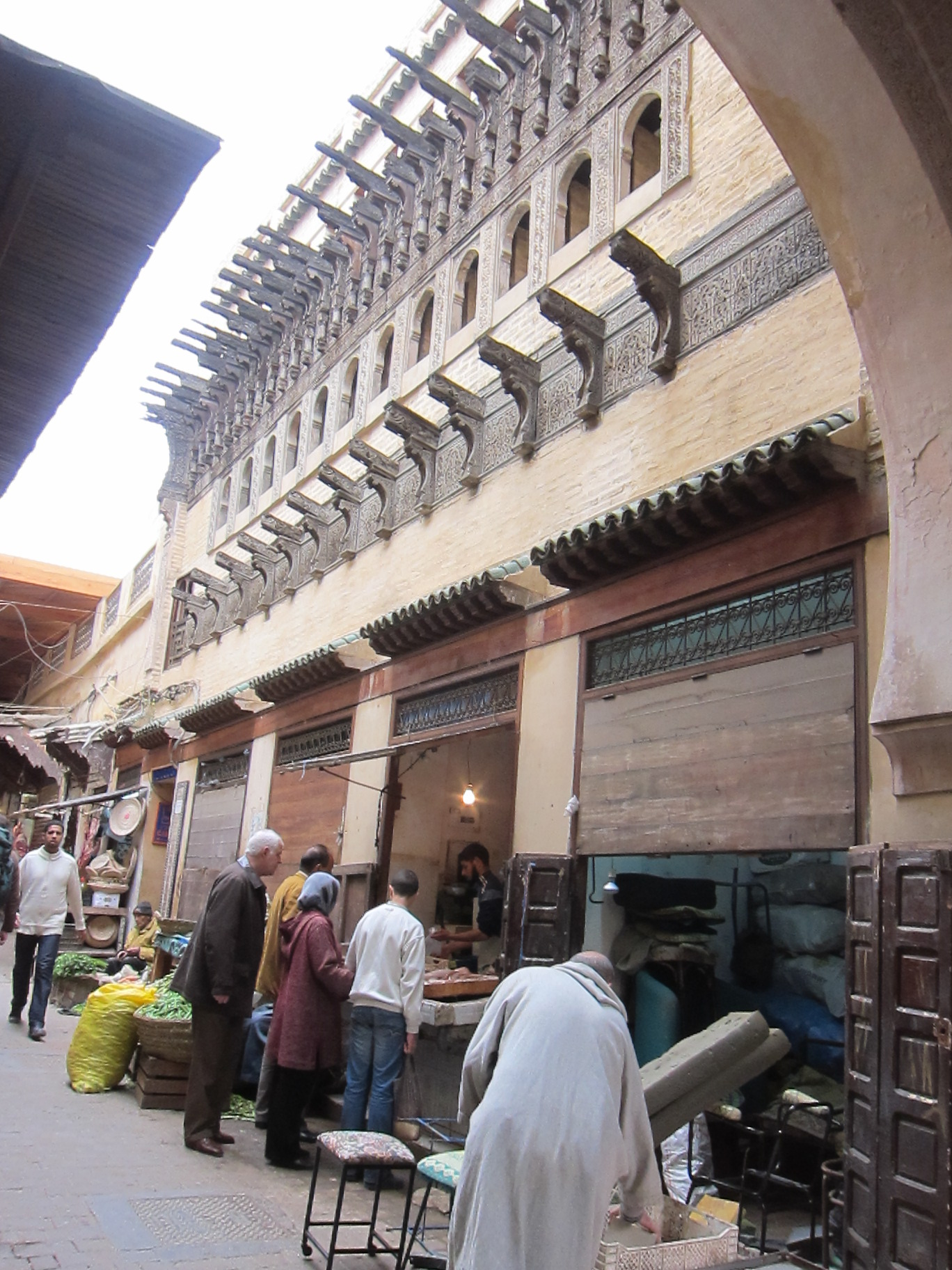

دار المكانة هي دار في مدينة فاس المغربية أمر بنائها السلطان المريني أبو عنان فارس وتأوي الدار ساعة مائية تعمل بالطاقة الجاذبية. وكان الموقت أبو الحسن بن علي أحمد التلمساني مسؤولا على بناء الساعة التي اكتملت 6 مايو 1357. دار المگانة مقابلة المدرسة البوعنانية وتتصل بالمدرسة عن طريق مسار جوي فوق الطالعة الكبيرة بالمدينة القديمة.
الساعة تتكون من 12 نافذة وسطح تحمل أعوية نحاسية. حركة الساعة المفترض أنها كان تديمها عربة صغيرة سائرة من اليسار إلى اليمين خلف فتحات النوافذ الإثنى عشر. في طرف من الطرفين، ترتبط العربة بحبل معلق بوزن، وفي الطرف الآخر، ترتبط بحبل معلق بوزن يطفو في خزان مياه يستنزف بمعدل ثابت. كل ساعة، يفتح باب إحدى النوافذ، وفي نفس اللحظة، تقع كرة معدنية في واحد الأوعية النحاسية. والعوارض الخشبية التي ما زالت تبرز من المبني (وهي تماثل عوارض المدرسة البوعنانية بنفس الأسلوب) كانت تساند سقف صغير لوقاية أبواب النوافذ والأوعية النحاسية.
تمت إزالة الأوعية منذ 2004 وآلية الساعة يتم ترميمها حاليا من قبل وكالة التنمية و ردّ الاعتبار لمدينة فاس، وهي مؤسسة لترميم معالم فاس.

## روابط خارجية
- Picture of the water clock  (click to enlarge - retrieved 24 nov. 2008) The rafters on the top level supported a roof. The lower beams held brass bowls. To signal the hours metals balls were released to fall into the bowls.
- Historical photos of Dar al-Magana on Marocantan.com  , Dafina.net  and Flickr  with bowls still in place (retrieved November 16, 2008)
- Picture of the restoration of the clock house (at ADER's site, click, left of the bottom left picture, on 'monuments de Fes' and: 'La médersa Bouinaniya')  (retrieved November 15, 2008) ADER promises that the clock will be functioning again after the restoration.
- Gaza clepsydra with automata. Replica by Diels. (click to zoom)  نسخة محفوظة 4 مايو 2019 على موقع واي باك مشين. (retrieved 20 November 2008) Dominique Fléchon, Islam and the measurement of time, second footnote: "The water clock at Fez was very probably made to the same Iranian method."

إحداثيات: 34°03′44″N 4°58′57″W / 34.0622°N 4.9824°W